# Бечирович, Азра
 Азра Бечирович  (босн. Azra Becirovic) (род. 13 августа 1980, Тузла, Социалистическая Республика Босния и Герцеговина, Югославия) — боснийская баскетболистка, выступавшая в амплуа форварда. В феврале 2008 года Бечирович приехала в Россию, выступать за «БК Москву». Московский клуб обратил на неё внимание, после череды травм в команде. За полсезона Азра сыграла в 17 играх чемпионата России, 1 в Кубке России и 5 игр в Кубке Европы, где она дошла до финала. Является единственной баскетболисткой из Боснии и Герцеговины, выступавшей в российском первенстве.

## Достижения
- Финалист Кубка Европы ФИБА: 2008
- Чемпион Хорватии: 2005, 2007
- Чемпион Кипра: 2009
- Серебряный призёр чемпионата Боснии и Герцеговины: 2013
- Серебряный призёр женской Адриатической лиги: 2007